# Dramane Coulibaly
Dramane Coulibaly (Bamako, Malí, 18 de marzo de 1979) es un exfutbolista de Malí que jugaba en la posición de delantero centro.

## Carrera

### Club
| Periodo   | Club                  | Apariciones | Goles |
| --------- | --------------------- | ----------- | ----- |
| 1997–1999 | Olympique Marseille B | 80          | 17    |
| 1999–2001 | Olympique Marseille   | 7           | 2     |
| 2001–2004 | Laval                 | 81          | 19    |
| 2004–2005 | FC Brussels.          | 7           | 0     |
| 2005–2006 | Nîmes Olympique       | 13          | 5     |
| 2005–2007 | FC Gueugnon           | 35          | 5     |
| 2007–2009 | Tours FC              | 15          | 1     |
| 2010–2011 | Pelita Jaya           | 10          | 1     |

### Selección nacional
Jugó para Malí en 23 ocasiones de 1998 a 2006 y anotó ocho goles; participó en la Copa Africana de Naciones 2002.
| N.º | Fecha      | Sede                                             | Rival      | Marcador | Resultado | Torneo                                                  |
| --- | ---------- | ------------------------------------------------ | ---------- | -------- | --------- | ------------------------------------------------------- |
| 1   | 3-2-2002   | Stade Abdoulaye Nakoro Cissoko, Kayes, Malí      | Sudáfrica  | 2–0      | 2–0       | Copa Africana de Naciones 2002                          |
| 2   | 13-10-2002 | Stade 26 mars, Bamako, Malí                      | Seychelles | 3–0      | 3–0       | Clasificación para la Copa Africana de Naciones de 2004 |
| 3   | 20-11-2002 | Prince Moulay Abdellah Stadium, Rabat, Marruecos | Marruecos  | 2–1      | 3–1       | Amistoso                                                |
| 4   | 20-11-2002 | Prince Moulay Abdellah Stadium, Rabat, Marruecos | Marruecos  | 3–1      | 3–1       | Amistoso                                                |
| 5   | 30-3-2003  | Asmara National Stadium, Asmara, Eritrea         | Eritrea    | 2–0      | 2–0       | Clasificación para la Copa Africana de Naciones de 2004 |
| 6   | 5-6-2005   | Stade Amari Daou, Ségou, Malí                    | Liberia    | 1–0      | 4–1       | Clasificación para la Copa Mundial de Fútbol de 2006    |
| 7   | 5-6-2005   | Stade Amari Daou, Ségou, Malí                    | Liberia    | 2–0      | 4–1       | Clasificación para la Copa Mundial de Fútbol de 2006    |
| 8   | 12-6-2005  | Stade Fernand Fournier, Arles, France            | Argelia    | 1–0      | 3–0       | Amistoso                                                |